# Five Corners Quintet
Five Corners Quintet er en finsk jazzgruppe der har specialiseret sig i postmoderne jazz – en progressiv og tempofyldt form for jazz inspireret af 60'ernes cool- og latinjazz.
Five Corners Quintet blev startet af Tuomas Kallio og Antti Eerikäinen (der begge udspringer af kollektivet Nuspirit Helsinki Collective), der oprindeligt kun ville lave et par singler med dette projekt. De hotteste club-dj's tog dog gruppen til sig og pludselig havde de solgt 12.000 skiver. De besluttede derfor at danne et band og lave en hel cd.
Cd'en så dagens lys i 2005, hvor de to med nogle af Finlands allerbedste jazzmusikere i ryggen udsendte albummet Chasin' The Jazz Gone By. Dette album bestod af lige dele elektronik og håndspillede instrumenter og bød på superenergisk nu-jazz, der stærkt inspireret af soul, cool- og latinjazz, hovedsageligt skelede til dansegulvet.

## Diskografi

### Albums
- 2005: Chasin' the Jazz Gone By
- 2008: Hot Corner[3]